# 네이오미 울프
네이오미 울프(Naomi Wolf, 1962년 11월 12일 ~ )는 미국의 작가, 저널리스트이다. 앨 고어와 빌 클린턴의 정치적 조언자였다. 1991년 발표한 《무엇이 아름다움을 강요하는가》라는 책으로 제3세대 여성주의 운동을 이끌었다.

## 저서
- 무엇이 아름다움을 강요하는가
- 미국의 종말